# Mount Spencer
Mount Spencer är ett berg i Antarktis. Det ligger i Västantarktis. Inget land gör anspråk på området. Toppen på Mount Spencer är 819 meter över havet.
Terrängen runt Mount Spencer är platt åt sydväst, men åt nordost är den kuperad. Trakten är obefolkad. Det finns inga samhällen i närheten.